# Ghiacciaio Potter
Il ghiacciaio Potter è un ghiacciaio lungo circa 22 km situato nella regione centro-occidentale della Dipendenza di Ross, nell'Antartide orientale. Il ghiacciaio, il cui punto più alto si trova a circa 2000 m s.l.m., si trova nell'entroterra della costa di Scott e ha origine dal versante sud-occidentale della dorsale Royal Society, da cui fluisce verso sud-ovest a partire dal versante meridionale del monte Huggins e da quello occidentale del monte Kempe, fino a unire il proprio flusso a quello del ghiacciaio Skelton.

## Storia
Il ghiacciaio Potter è stato mappato da membri dello United States Geological Survey (USGS) grazie a fotografie aeree scattate dalla marina militare statunitense nel periodo 1960-62, e così battezzato nel 1963 dal Comitato consultivo dei nomi antartici in onore del tenente comandante Edgar A. Potter, della USN, che operò come pilota di elicotteri presso la stazione McMurdo nel 1960.